# Freudiana (álbum)
Freudiana es un disco publicado en 1990 compuesto por Eric Woolfson y producido por Alan Parsons. Considerado un álbum no oficial de The Alan Parsons Project, dado que en el desarrollo y grabación del mismo participaron buena parte de los músicos de estudio que habitualmente formaban parte del grupo, se firmó como el primer disco en solitario de Eric Woolfson sin incluir su nombre en la portada. 
La temática del disco y las canciones están inspiradas en la vida y trabajo de Sigmund Freud y dio lugar, tras la incorporación en el proyecto de Brian Brolly, a la creación de un musical rock que Woolfson y Brolly estrenaron en 1990 en Viena. Desde ese momento Alan Parsons prosiguió su labor en solitario con la publicación en 1993 de su primer disco en solitario Try Anything Once, en la línea seguida en The Alan Parsons Project. Woolfson, por su parte, prosiguió su labor como compositor de musicales con la publicación en 1995 de Gaudi.

## Producción
Tras la finalización del décimo disco de The Alan Parsons Project, Gaudi (1987), Woolfson comenzó a investigar en la vida y obra de Sigmund Freud con intención de explorar su potencial musical. Visitó las casas que Freud poseía en Londres y Viena, en la actualidad museos, e indagó en las fuentes literarias que incluían casos reales de pacientes tratados por Freud cuyas identidades reales ocultó mediante el uso de nombres como Wolfman, Ratman, Dora, Little Hans y Schreber. Los escritos de Freud sobre su descubrimiento del inconsciente, sus teorías del Complejo de Edipo, el Ego y el Id y su obra más conocida, La interpretación de los sueños, sirvieron de base para las ideas musicales de Woolfson. 
En el proceso de grabación del disco, liderado por Woolfson y Parsons, se invirtieron tres años con la participación de músicos de estudio habituales del Project como Andrew Powell, Stuart Elliot o Ian Bairnson. A mitad de la grabación se incorporó a la misma el productor teatral Brian Brolly, colaborador de Andrew Lloyd Weber en producciones como Cats o El Fantasma de la Ópera, que orientó el álbum hacia el teatro musical. Como resultado se dio una disputa entre Woolfson y Parsons que supuso la disolución de The Alan Parsons Project. El musical estrenado en 1990 en Viena, tuvo éxito y se esperaba que el espectáculo se programara en otras ciudades. Pero estos planes quedaron en suspenso cuando surgió una demanda entre Brolly y Woolfson cada uno luchando por el control del proyecto. Al final, ganó en los tribunales Brolly, pero el álbum permaneció acreditado a Eric Woolfson.

## Versiones
Freudiana cuenta con dos versiones que popularmente se denominan "blanca" y "negra".

### Freudiana: White Album
El "Álbum blanco" fue publicado en 1990 a través de EMI Records. El disco incluye 18 canciones grabadas en inglés con las voces de Leo Sayer, The Flying Pickets, Kiki Dee, Marti Webb, Eric Stewart, Frankie Howerd y Gary Howard, además de los habituales de The Alan Parsons Project: Chris Rainbow, John Miles, Graham Dye y Eric Woolfson. Alan Parsons compuso una canción pero hizo contribuciones musicales a lo largo del álbum y también lo produjo.

#### Listado de canciones
1. «The Nirvana Principle» (Instrumental) – 3:44
2. «Freudiana» (cantante: Eric Woolfson) - 6:20
3. «I Am a Mirror» (cantante: Leo Sayer) – 4:06
4. «Little Hans» (cantante: Graham Dye) – 3:15
5. «Dora» (cantante: Eric Woolfson) – 3:51
6. «Funny You Should Say That» (cantante: The Flying Pickets) – 4:36
7. «You're on Your Own» (cantante: Kiki Dee) – 3:54
8. «Far Away From Home» (cantante: The Flying Pickets) – 3:11
9. «Let Yourself Go» (cantante: Eric Woolfson) – 5:26
10. «Beyond the Pleasure Principle» (Alan Parsons) (Instrumental) – 3:13
11. «The Ring» (cantante: Eric Stewart)– 4:22
12. «Sects Therapy" (cantante: Frankie Howerd) – 3:40
13. «No One Can Love You Better Than Me» (cantantes: Eric Woolfson, Gary Howard, Kiki Dee y Marti Webb) – 5:40
14. «Don't Let the Moment Pass» (cantante: Marti Webb) – 3:40
15. «Upper Me» (cantante: Eric Stewart) – 5:16
16. «Freudiana» (Instrumental) – 3:43
17. «Destiny» (cantante: Chris Rainbow) – 0:51
18. «There But For the Grace of God» (cantante: John Miles) – 5:56

#### Músicos
- Eric Woolfson – teclados, cantante en las canciones 2, 5, 9 y 13, productor ejecutivo
- Alan Parsons – productor, teclados, ingeniero de sonido
- Laurie Cottle – bajo
- Stuart Elliott – batería y percusión
- Ian Bairnson – guitarras
- Richard Cottle – sintetizador y saxofón
- Leo Sayer – cantante en la canción 3
- Graham Dye – cantante en la canción 4
- The Flying Pickets – cantante en las canciones 6 y 8
- Kiki Dee – cantante en las canciones 7 y 13
- Eric Stewart – cantante en las canciones 11 y 15
- Frankie Howerd – cantante en la canción 12
- Marti Webb – cantante en las canciones 13 y 14
- Gary Howard – cantante en la canción 13
- Chris Rainbow – cantante en la canción 17
- John Miles – cantante en la canción 18
- Andrew Powell – arreglos y dirección
- Tony Richards – ingeniero de sonido

### Freudiana: Black Album
La Deutsche Originalaufnahme ("Grabación original alemana"), también conocido como "Álbum negro", fue un disco doble publicado en 1991 que actualmente se encuentra descatalogado. Contiene material de la ópera rock estrenada en Viena y está grabado en alemán con textos en alemán de Lida Winiewicz. Fue el primer álbum acreditado a Eric Woolfson como solista. Freudiana se estrenó en el Theater an der Wien de Viena (Austria) el 19 de diciembre de 1990. Producido por Vereinigte Bühnen Wien hasta el 18 de abril de 1992 se representaron 380 actuaciones ante 320.000 personas.

#### Listado de canciones
1. «Freudiana» (Instrumental) - 3:07
2. «Kleiner Hans» - 3:08
3. «Ich bin dein Spiegel» - 4:00
4. «Es ist durchaus nicht erwiesen» - 4:42
5. «Dora» - 3:55
6. «Du bist allein» - 4:24
7. «Ausgestossen» - 3:58
8. «Doctor Charcot» - 4:54
9. «Frau Schmetterling» - 4:11
10. «Der Ring» - 3:06
11. «Vision Dora» (Instrumental) - 3:00
12. «Nie war das Glück so nah» - 3:20
13. «U-Bahn» - 3:45
14. «Wer ging den Weg» - 5:04
15. «Oedipus - Terzett» - 6:25
16. «Chorus» - 0:58
17. «Freudiana» - 4:58

#### Músicos
- Herwig Ursin - encargado de producción, post-procesado y mezcla
- Fritz Staudinger, Gernot Ursin y Peter Naumann - ingenieros de grabación
- Grabado con el HEY-U-Studiomobil en el Theater an der Wien